# Ryszard Bernard
Ryszard Bernard (ur. 21 sierpnia 1944 w Warszawie) – polski szachista, sędzia oraz trener szachowy, mistrz FIDE od 1980 roku.

## Kariera szachowa
Pomiędzy 1968 a 1983 r. siedmiokrotnie startował w finałach indywidualnych mistrzostw Polski, największy sukces odnosząc w 1975 r. w Poznaniu, gdzie zajął IV miejsce. Był trzykrotnym medalistą drużynowych mistrzostw Polski w szachach klasycznych (w tym złotym, w 1987 r.) oraz czterokrotnym – w szachach błyskawicznych (w tym złotym, w 1984 r.).
Trener dwukrotnej uczestniczki turniejów pretendentek Agnieszki Brustman. Jego podopiecznymi były m.in. Joanna Dworakowska, Iweta Radziewicz, Krystyna Dąbrowska.
Od kilkudziesięciu jest trenerem szachistów niewidomych i słabowidzących (trener m.in. Anny Stolarczyk). W 2000 r. był w komitecie organizacyjnym XI Olimpiady Szachowej Niewidomych w Zakopanem.
Był stałym współpracownikiem miesięcznika Szachista.
Za zasługi w działalności społecznej na rzecz sportu środowiska osób niewidomych i słabowidzących odznaczony został w 2011 r. Złotym Krzyżem Zasługi.